# هردلیو
هردلیو (به چکی: Hrdlív) یک منطقهٔ مسکونی در جمهوری چک است که در شهرستان کلادنو واقع شده‌است. هردلیو ۴۳۵ نفر جمعیت دارد.